# Статирова, Александра Тимофеевна
Александра Тимофеевна Статирова - советский хозяйственный, государственный и политический деятель.

## Биография
Родилась в 1898 году в деревне Алгаши.
С 1916 года - на хозяйственной, общественной и политической работе. В 1916-1958 гг. — заведующая детским приемником, обучала грамоте солдат 1-го стрелкового полка Приволжского военного округа, в РККА, преподаватель истории, русского языка и литературы, заведующая библиотекой Высшей военной школы в Казани, преподаватель в ФЗУ Невьянского района, учитель русского языка и литературы в школе ФЗУ, техникуме механизации сельского хозяйства, директор семилетней школы № 42, директор школы-новостройки № 1 в городе Касли, директор Челябинского областного института усовершенствования учителей.
Избиралась депутатом Верховного Совета РСФСР 2-го и 3-го созывов.